# Hermann Ohletz
Hermann Ohletz (* 1945 oder 1946) ist ein deutscher Sportjournalist.
Ohletz war beim ZDF insbesondere als Kommentator und Reporter in den Bereichen Biathlon, Hockey und Tennis eingesetzt. Dabei kam er bereits in der Berichterstattung zur Biathlon-Weltmeisterschaft 1985 wie auch etwa beim olympischen Hockey-Finale der Herren 1988 in Seoul als Kommentator zum Einsatz. Er war stellvertretender Leiter der Außenübertragungen und moderierte zeitweise die ZDF-Sportreportage. 2004 schied Ohletz beim ZDF aus und ging in den Vorruhestand.